# Stachyarrhena
Stachyarrhena  es un género con 17 especies de plantas con flores perteneciente a la familia de las rubiáceas.  Es nativo del centro y sur de América tropical.

## Taxonomía
El género fue descrito por Joseph Dalton Hooker y publicado en Hooker's Icones Plantarum 11: 54. 1870.

## Especies aceptadas
A continuación se brinda un listado de las especies del género Stachyarrhena aceptadas hasta mayo de 2015, ordenadas alfabéticamente. Para cada una se indica el nombre binomial seguido del autor, abreviado según las convenciones y usos.	
| Stachyarrhena | \| \| Stachyarrhena acuminata \| \| \| \| \| \| Stachyarrhena acutiloba \| \| \| \| \| \| Stachyarrhena duckei \| \| \| \| \| \| Stachyarrhena grandifolia \| \| \| \| \| \| Stachyarrhena harleyi \| \| \| \| \| \| Stachyarrhena heterochroa \| \| \| \| \| \| Stachyarrhena oellgardii \| \| \| \| \| \| Stachyarrhena pedicellata \| \| \| \| \| \| Stachyarrhena penduliflora \| \| \| \| \| \| Stachyarrhena reflexa \| \| \| \| \| \| Stachyarrhena reticulata \| \| \| \| \| \| Stachyarrhena revoluta \| \| \| \| \| \| Stachyarrhena spicata \| \| \| \| |
|               | \| \| Stachyarrhena acuminata \| \| \| \| \| \| Stachyarrhena acutiloba \| \| \| \| \| \| Stachyarrhena duckei \| \| \| \| \| \| Stachyarrhena grandifolia \| \| \| \| \| \| Stachyarrhena harleyi \| \| \| \| \| \| Stachyarrhena heterochroa \| \| \| \| \| \| Stachyarrhena oellgardii \| \| \| \| \| \| Stachyarrhena pedicellata \| \| \| \| \| \| Stachyarrhena penduliflora \| \| \| \| \| \| Stachyarrhena reflexa \| \| \| \| \| \| Stachyarrhena reticulata \| \| \| \| \| \| Stachyarrhena revoluta \| \| \| \| \| \| Stachyarrhena spicata \| \| \| \| |
|               | Stachyarrhena acuminata |
|               | |
|               | Stachyarrhena acutiloba |
|               | |
|               | Stachyarrhena duckei |
|               | |
|               | Stachyarrhena grandifolia |
|               | |
|               | Stachyarrhena harleyi |
|               | |
|               | Stachyarrhena heterochroa |
|               | |
|               | Stachyarrhena oellgardii |
|               | |
|               | Stachyarrhena pedicellata |
|               | |
|               | Stachyarrhena penduliflora |
|               | |
|               | Stachyarrhena reflexa |
|               | |
|               | Stachyarrhena reticulata |
|               | |
|               | Stachyarrhena revoluta |
|               | |
|               | Stachyarrhena spicata |
|               | |